# Samoglasnik
Samoglasnik (također i otvornik ili vokal) u fonetici jest naziv za glas koji se stvara bez zapreke u govornom traktu tako da zračna struja slobodno prolazi od pluća do usana. Primjeri su samoglasnici /a/, /e/, /o/, /u/ i /i/.

U svakom prirodnom jeziku vrh sloga čine samoglasnici. Može se reći da je fonološki svaki glas koji stoji u vrhu sloga samoglasnik iako on nije nužno fonetski (po artikulaciji) vokal, tako u hrvatskom jeziku slogotvorno [r̩] može činiti vrh sloga. Zbog toga u hrvatskoj se literaturi često nađe pojam samoglasnik (u fonološkom smislu) kao naziv za slogotvorni glas.
Jednomilijunski korpus riječi iz djela hrvatskih pisaca pokazuje da samoglasnici čine 45% svih glasova (slova), dok preostalih 55% čine suglasnici.

## Artikulacijske osobine
Samoglasnici razlikuju se uglavnom po visini jezika, mjestu tvorbe i nazalnosti.
Prema visini jezika ili veličine otvora razlikuju se: zatvoreni (ili visoki), poluzatvoreni, poluotvoreni i otvoreni (ili niski) samoglasnici. Zatvoreni su samoglasnici u standardnom hrvatskom jeziku /i/ i /u/, poluotvoreni /e/ i /o/, a otvoreni je samoglasnik /a/.
Mjesto tvorbe je mjesto najvećeg suženja govornog trakta. Prema mjestu tvorbe razlikuju se stražnji, srednji i prednji samoglasnici. Stražnji su samoglasnici u hrvatskom jeziku /u/ i /o/, srednji samoglasnik je /a/ a prednji su samoglasnici /i/ i /e/.
Nazalni ili nosni samoglasnici stvaraju se spuštanjem mekog nepca tako da zračna struja prolazi i kroz nosnu šupljinu. Nazalnih samoglasnika u hrvatskom jeziku nema. U tu skupinu spadaju npr. poljski samoglasnici /ɛ̃/ (ę) i /ɔ̃/ (ą).